# 名古屋市博物館
名古屋市博物館（なごやしはくぶつかん）は、愛知県名古屋市瑞穂区にある歴史博物館。現在、大規模改修をしており、2023年（令和5年）10月1日から2026年（令和8年）まで約3年間休館する。

## 概要
名古屋市の人口200万人突破記念事業の一環として1977年（昭和52年）10月1日に開館した。 
常設展示室では「尾張の歴史」を、特別展示室・部門展示室では尾張地域の歴史資料や、内外の文化遺産を紹介している。他に展示説明室やビデオミュージアムがある。扱う資料は江戸期までが中心。分館として、尾張徳川家の旧蔵書を所蔵する蓬左文庫と、豊臣秀吉や加藤清正に関する展示を行う秀吉清正記念館がある。
2022年（令和4年）3月の「名古屋市博物館の魅力向上基本計画」では東館建設後、2023年（令和5年）10月から休館して大規模改修を行うことになっている。2026年度にセミオープンし、2027年度から本館の常設展を再開し、2029年度に東館の供用を開始してフルオープンする予定である。
なお、博物館正面の日本庭園地下には名古屋市上下水道局の瑞穂配水場が設置されている。なお、日本庭園及び屋外展示場は利用が少ないことから、改修工事により「前庭 みんなの広場」となる予定である。

## 主な収蔵品

### 重要文化財（国指定）
- 古瀬戸黄釉魚波文瓶（灰釉魚波文瓶子）（瀬戸製）
- 黒楽茶碗（時雨）本阿弥光悦作
- 太刀 銘行平作
- 太刀 銘雲生（鵜飼派）
- 太刀 銘国泰
- 金地著色秋草鶉図 六曲屏風一双
- 彩牋墨書三宝絵断簡（86枚）1帖 保安元年奥書

### その他の文化財・美術品
- 袈裟襷文銅鐸（突線鈕式六区袈裟襷文）（重要美術品）
- 三角縁神獣鏡（重要美術品）
- 畳泉密竹図 山本梅逸筆（重要美術品）
- 尾張名所図会　前編七巻七冊
- 織田信長朱印状
- 豊臣秀吉朱印状
- 松平家康起請文
- 考える人 オーギュスト・ロダン作[注釈 1]

## 近隣施設
- 名古屋市立大学（川澄・山の畑・田辺通キャンパス）
- 名古屋市立大学病院
  - 旧病院敷地を博物館敷地に転用した。
- 名古屋市瑞穂区役所
- 享栄高等学校
- 名古屋大谷高等学校
- 愛知県立瑞陵高等学校
- 山崎川

## ギャラリー

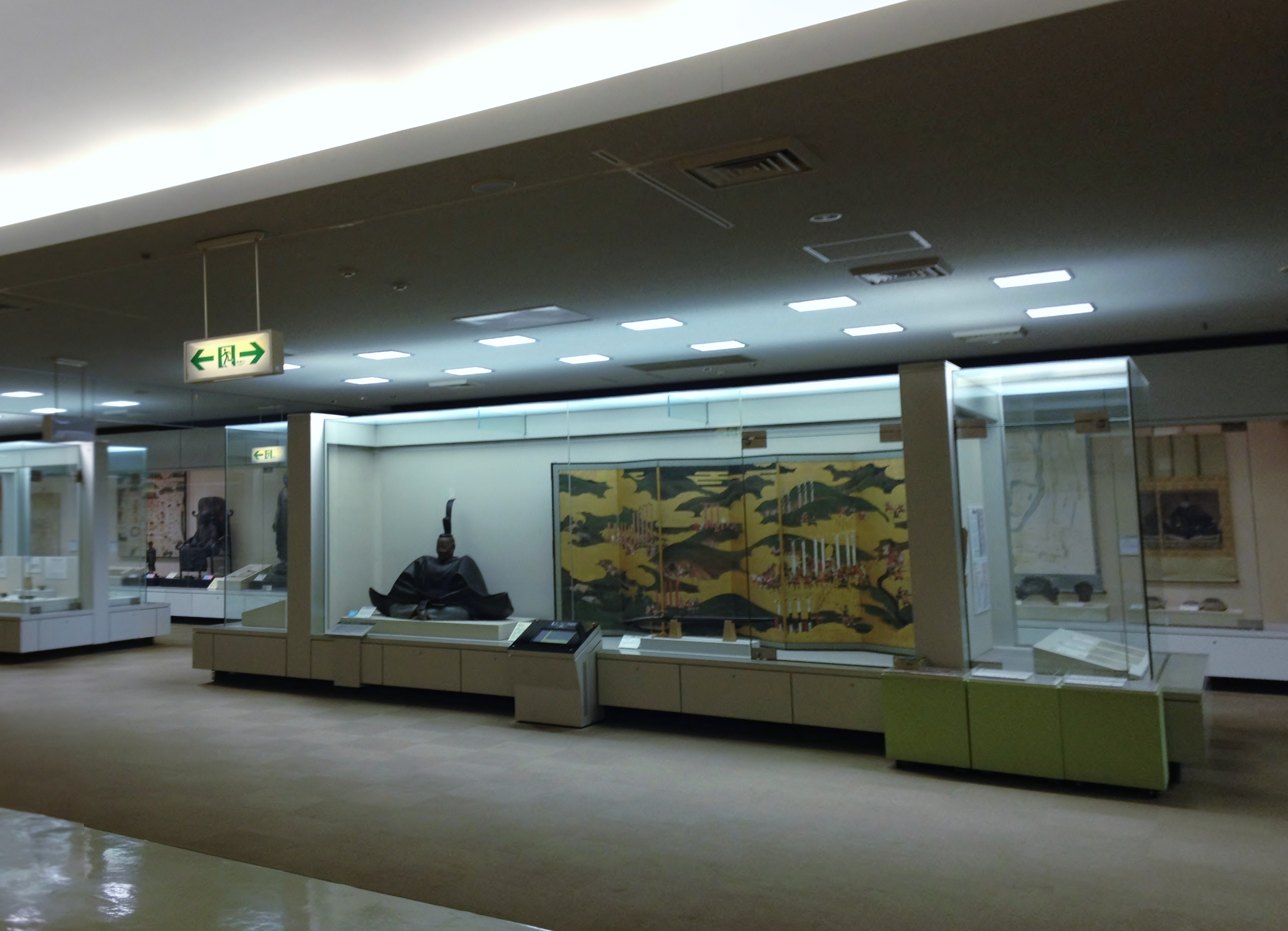
内観 （2014年（平成26年）4月）
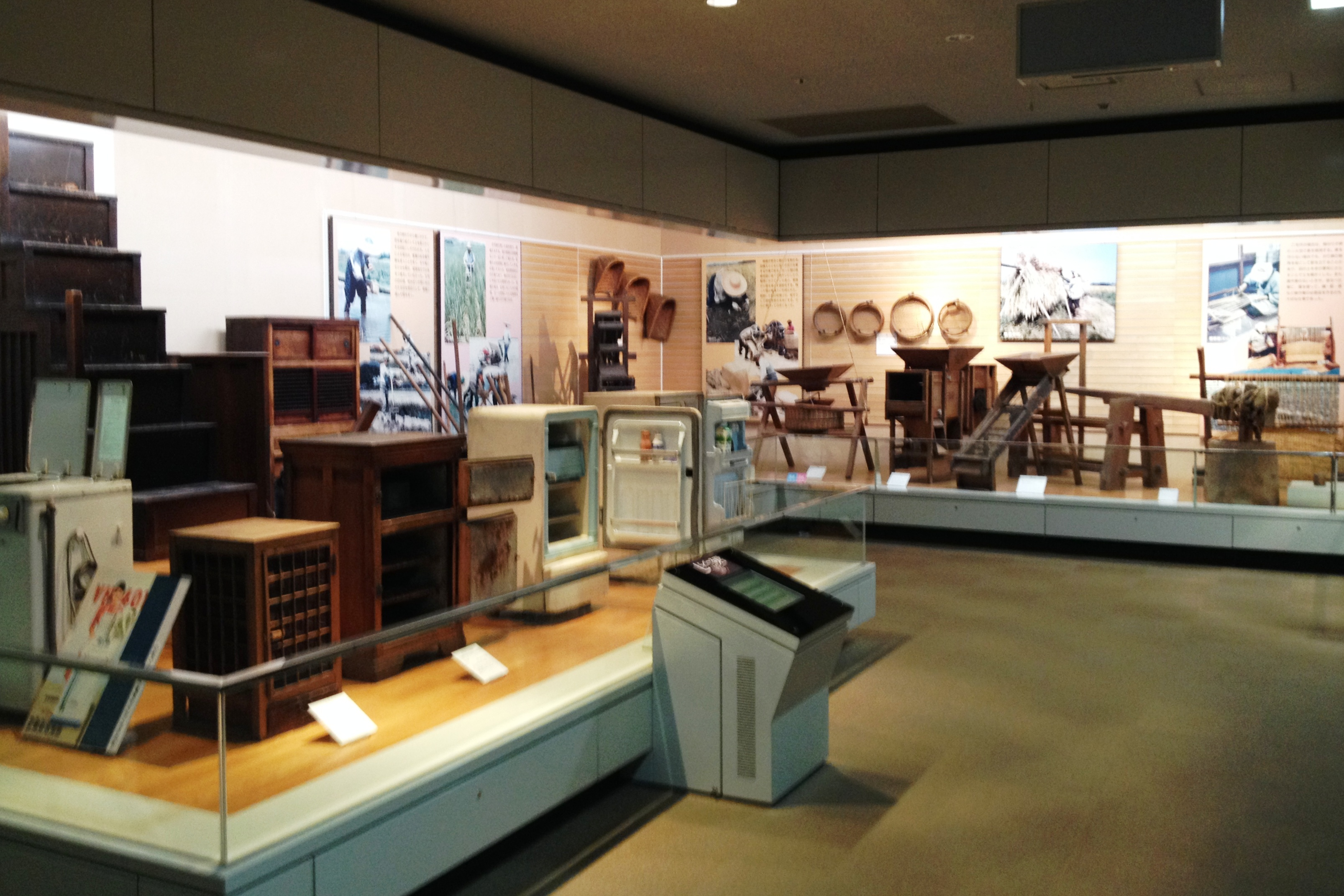
内観 （2014年（平成26年）4月）
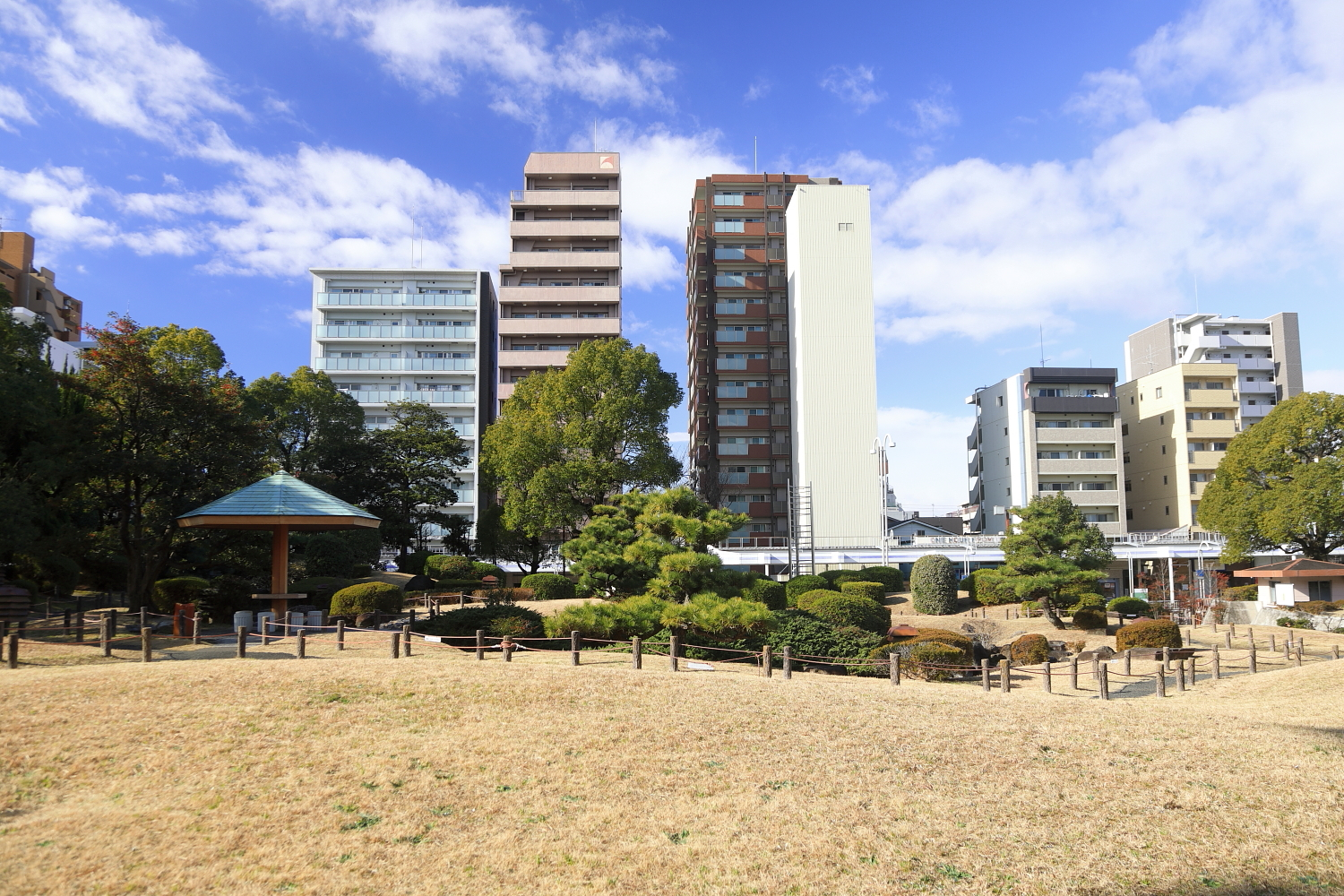
日本庭園 （2022年（令和4年）1月）

## 交通アクセス
- 名古屋市営地下鉄桜通線「桜山駅」下車、徒歩で約5分。

※ 他に、名古屋市営地下鉄名城線「黒川駅」や名古屋市営地下鉄名城線・名港線、名鉄名古屋本線、JR東海道本線・中央本線「金山駅」などから名古屋市営バスも出ており、「博物館」停留所が最寄り。バス停は環状線（名古屋市道名古屋環状線）上と、博物館裏側の2ヶ所存在する。博物館停留所を経由しない路線も多く、その場合は「市立大学病院」停留所や「桜山」停留所からアクセスできる。